# Prehranska varnost
Prehranska varnost je merilo razpoložljivosti hrane in posameznikove zmožnosti dostopati do nje. Cenovna dostopnost je le ena od njenih determinant. Dokazi o zaskrbljenosti glede prehranske varnosti segajo več tisoč let v preteklost, saj so že na starem Kitajskem in v starem Egiptu v časih lakote iz skladišč sproščali hrano. Na svetovni konferenci o hrani leta 1974 so pojem prehranske varnosti opredelili s poudarkom na preskrbi: Prehranska varnost je opredeljena kot »nepretrgana razpoložljivost zadostne, hranljive, uravnotežene in zmerne svetovne preskrbe z osnovnimi živili za ohranjanje enakomernega povečevanja porabe hrane in izravnavo nihanj v njeni proizvodnji in ceni«. V poznejše opredelitve so vključili še vidika porabe in dostopa. V končnem poročilu svetovnega vrha o hrani leta 1996 so prehransko varnost opredelili kot razmere, v katerih imajo »vsi ljudje stalen fizični in ekonomski dostop do zadostne, varne in dovolj hranljive hrane za izpolnjevanje prehranskih potreb ter želje po aktivnem in zdravem življenju.«
Prehranska varnost gospodinjstva pomeni, da imajo vsi člani ves čas dostop do zadostne količine hrane za aktivno in zdravo življenje. Prehransko varni posamezniki ne živijo z lakoto ali v strahu pred stradanjem. Prehranska negotovost (tudi prehranska preskrbljenost) je po opredelitvi Ministrstva za kmetijstvo Združenih držav Amerike (USDA) položaj »omejene ali nezanesljive razpoložljivosti prehransko zadostnih in varnih živil ali negotova zmožnost za pridobivanje sprejemljivih živil na socialno sprejemljiv način.« Prehranska negotovost vključuje merilo odpornosti proti prihodnjim motnjam v ključni preskrbi s hrano zaradi različnih dejavnikov tveganja, vključno s sušo, motnjami pri dobavi, pomanjkanjem goriva, gospodarsko nestabilnostjo in vojnami. V letih od 2011 do 2013 je kronično lakoto trpelo približno 842 milijonov ljudi. Organizacija Združenih narodov za prehrano in kmetijstvo ali FAO je prepoznala štiri stebre prehranske varnosti, in sicer razpoložljivost, dostopnost, uporabnost in stabilnost. Združeni narodi (ZN) so pravico do hrane leta 1948 navedli v Splošni deklaraciji človekovih pravic in jo pojmujejo kot ključno za uživanje vseh drugih pravic.
Na svetovnem vrhu o varnosti hrane leta 1996 so navedli, da se »hrana ne sme uporabljati kot orodje za politični in gospodarski pritisk«.